# Alois Puschmann

Alois Puschmann

Alois Puschmann (* 17. Mai 1882 in Liebau, Kreis Landeshut; † 28. Juni 1937 in Sagan, Niederschlesien, nach anderen Angaben 1939) war ein deutscher Politiker (Zentrum).

## Leben und Wirken
Alois Puschmann wurde als Sohn eines Zeitungsausträgers geboren. Nach dem Besuch der Volksschule in den Jahren 1888 bis 1896 verdiente er seinen Lebensunterhalt dreizehn Jahre lang als Arbeiter in einer Flachsgarnspinnerei. Anschließend war er acht Jahre lang Arbeitersekretär und ein halbes Jahr als Schriftleiter einer Tageszeitung tätig.
Am 1. Januar 1916 wurde Puschmann Stadtverordneter der Stadt Glatz. Zum 1. August 1918 wurde ihm in derselben Stadt die Leitung des Amtes für öffentlichen Arbeitsnachweis übertragen, eine Funktion, die er bis zum 27. März 1928 ausüben sollte und in der in den Rang eines Oberregierungsrates befördert wurde. Anschließend übernahm er die Leitung des in Gleiwitz befindlichen Landesarbeitsamtes für die Provinz Oberschlesien. In Personalunion wurde ihm später auch die Stellung eines Regierungsvizepräsidenten für Oberschlesien übertragen. Seine Dienststellung als Landesarbeitsamtleiter hatte Puschmann bis zum 31. März 1934 inne, als er infolge der von den Nationalsozialisten nach ihrem Machtantritt im Frühjahr 1933 eingeleiteten sukzessiven „Säuberung“ der staatlichen Verwaltung von aus ihrer Sicht unzuverlässigen Elementen als Anhänger des politischen Katholizismus – wahrscheinlich nach der Denunziation durch einen Untergebenen – von seinem Posten entfernt wurde. Stattdessen erhielt er eine untergeordnete Dienststellung im Arbeitsamt in Sagan.
Neben seinen hauptberuflichen Aufgaben im Dienst des Amtes für öffentlichen Arbeitsnachweis und im Landesarbeitsamtes gehörte Puschmann als Sachverständiger verschiedenen Kommissionen und Ausschüssen für Verwaltung und Wohlfahrtszwecke an, so beispielsweise während des Ersten Weltkrieges als Vorsitzender dem Kriegsausschuss für Verbrauchsinteressen.
Spätestens nach dem Ersten Weltkrieg begann Puschmann sich politisch in der katholischen Zentrumspartei zu engagieren. Im Januar 1919 wurde er in die Weimarer Nationalversammlung gewählt, der er bis zum Juni 1920 als Vertreter des Wahlkreises 9 (Breslau) angehörte. Danach saß Puschmann noch acht Monate lang, bis zum 23. Februar 1921, im ersten regulären Reichstag der Weimarer Republik, in dem er den Wahlkreis 8 (Breslau) vertrat. Nachdem er sein Mandat niederlegte, wurde dieses von Karl-Anton Schulte übernommen.

## Ehe und Familie
Puschmann war zweimal verheiratet und hatte zwei Kinder. Seine erste Frau starb 1929 an einer Tuberkuloseerkrankung. Sein Sohn kam 1943 als zwangsrekrutierter Soldat im Zweiten Weltkrieg ums Leben.